# Petra Torvinen
Petra Torvinen (* 25. November 1994) ist eine finnische nordische Kombiniererin und ehemalige Skilangläuferin.

## Werdegang
Torvinen, die zu Beginn ihrer Karriere für Liperin Hiihtoseura startete, debütierte am 17. November 2011 in Vuokatti im Skilanglauf-Scandinavian-Cup, beendete aber das Rennen nicht. Vier Jahre später im Dezember 2015 erreichte sie erstmals die Punkteränge in dieser Wettkampfserie, als sie den Sprint in Vuokatti auf dem 22. Platz beendete. Am 20. Februar 2016 belegte Torvinen bei ihrem Weltcup-Debüt in Lahti den 63. Platz im Sprint. Im Laufe ihrer Karriere ging sie insgesamt bei vier Weltcup-Rennen an den Start. Ihr bestes Resultat stellte Rang 49 Ende Februar 2020 über 10 Kilometer klassisch in Lahti dar. Bei der Winter-Universiade 2019 im russischen Krasnojarsk lief Torvinen auf den 27. Platz im Sprint.
Zur Saison 2024/25 wechselte Torvinen zur Nordischen Kombination, nachdem sie bereits im Sommer 2021 auf der Skisprungschanze Vuokatti ihre ersten Sprünge absolviert hatte. Mitte Januar 2025 debütierte sie in Eisenerz im Continental Cup. Ihr erstes Rennen beendete sie auf Rang 15. Tags darauf wurde sie gemeinsam mit Anna Kerko Dritte im Teamsprint. Am 7. Februar 2025 ging Torvinen in Otepää erstmals im Weltcup an den Start. Beim Massenstart und dem Gundersen-Rennen wurde sie mit großem Rückstand Letzte, ehe sie im Compact-Rennen am dritten Wettkampftag als zweitbeste Läuferin den zehnten Platz belegte.

## Privates
Torvinen hat zwischen 2014 und 2020 an der Universität Ostfinnland Informatik studiert. Dabei hat sie ihren Schwerpunkt auf Datenanalyse und künstliche Intelligenz gelegt. Sie hat einen Masterabschluss. Im September 2020 hat sie angefangen, als Projektforscherin in der Fakultät für Sport- und Bewegungswissenschaften an der Universität Jyväskylä zu arbeiten.

## Statistik

### Nordische Kombination

#### Continental-Cup-Platzierungen
| Saison  | Platz | Punkte |
| ------- | ----- | ------ |
| 2024/25 | 16.   | 149    |

### Skilanglauf

#### Continental-Cup-Platzierungen
| Saison  | Platz | Punkte |
| ------- | ----- | ------ |
| 2015/16 | 60.   | 009    |
| 2017/18 | 78.   | 002    |